# Kardynałowie z nominacji Jana XXIII
Kardynałowie z nominacji Jana XXIII. Na pięciu konsystorzach papież Jan XXIII nominował  kardynałami 52 duchownych katolickich. Wśród nich znalazł się m.in. jego następca, papież Paweł VI (Giovanni Battista Montini).

## Konsystorz z15 grudnia1958
1. Giovanni Battista Montini, arcybiskup Mediolanu – kardynał prezbiter Ss. Silvestro e Martino (tytuł nadany 18 grudnia 1958), od 21 czerwca 1963 papież Paweł VI, zm. 6 sierpnia 1978
2. Giovanni Urbani, patriarcha Wenecji – kardynał prezbiter S. Prisca (tytuł nadany 18 grudnia 1958), zm. 17 września 1969
3. Paolo Giobbe, tytularny arcybiskup Ptolemaidy, nuncjusz w Holandii – kardynał prezbiter S. Maria in Vallicella (tytuł nadany 18 grudnia 1958); od 1 stycznia 1971 bez uprawnień elektorskich, zm. 14 sierpnia 1972
4. Giuseppe Fietta, tytularny arcybiskup Sardyki, nuncjusz we Włoszech – kardynał prezbiter S. Paolo Apostolo alla Regola (tytuł nadany 12 marca 1959), zm. 1 października 1960
5. Fernando Cento, tytularny arcybiskup Seleucji Pieria, nuncjusz w Portugalii – kardynał prezbiter S. Eustachio (tytuł nadany 12 marca 1959), następnie kardynał biskup Velletri (23 kwietnia 1965); od 1 stycznia 1971 bez uprawnień elektorskich, zm. 13 stycznia 1973
6. Carlo Chiarlo, tytularny arcybiskup Amidy – kardynał prezbiter S. Maria in Portico (tytuł nadany 18 grudnia 1958), zm. 21 stycznia 1964
7. Amleto Giovanni Cicognani, tytularny arcybiskup Laodycei Frygijskiej, delegat apostolski w USA – kardynał prezbiter S. Clemente (tytuł nadany 18 grudnia 1958), następnie kardynał biskup Frascati (23 maja 1962) i kardynał biskup Ostii i Frascati (24 marca 1972); od 1 stycznia 1971 bez uprawnień elektorskich, zm. 17 grudnia 1973
8. José Garibi Rivera, arcybiskup Guadalajary – kardynał prezbiter S. Onofrio (tytuł nadany 18 grudnia 1958); od 1 stycznia 1971 bez uprawnień elektorskich, zm. 27 maja 1972
9. Antonio María Barbieri OFMCap, arcybiskup Montevideo – kardynał prezbiter S. Crisogono (tytuł nadany 18 grudnia 1958); od 12 października 1972 bez uprawnień elektorskich, zm. 6 lipca 1979
10. William Godfrey, arcybiskup Westminster – kardynał prezbiter Ss. Nereo ed Achilleo (tytuł nadany 18 grudnia 1958), zm. 22 stycznia 1963
11. Carlo Confalonieri, tytularny arcybiskup Nikopolis, sekretarz Kongregacji ds. Studiów i Uniwersytetów – kardynał prezbiter S. Agnese fuori le mura (tytuł nadany 18 grudnia 1958), następnie kardynał biskup Palestriny (15 marca 1972) i kardynał biskup Ostii i Palestriny (12 grudnia 1977); od 25 lipca 1973 bez uprawnień elektorskich, zm. 1 sierpnia 1986
12. Richard Cushing, arcybiskup Bostonu – kardynał prezbiter S. Susanna (tytuł nadany 18 grudnia 1958), zm. 2 listopada 1970
13. Alfonso Castaldo, arcybiskup Neapolu i Pozzuoli – kardynał prezbiter S. Callisto (tytuł nadany 18 grudnia 1958), zm. 3 marca 1966
14. Paul Richaud, arcybiskup Bordeaux – kardynał prezbiter Ss. Quirico e Giulitta (tytuł nadany 18 grudnia 1958), zm. 5 lutego 1968
15. John Francis O’Hara CSC, arcybiskup Filadelfii – kardynał prezbiter Ss. Andrea e Gregorio al Monte Celio (tytuł nadany 18 grudnia 1958), zm. 28 sierpnia 1960
16. José María Bueno y Monreal, arcybiskup Sewilli – kardynał prezbiter Ss. Vito e Modesto e Crescenzia (tytuł nadany 12 marca 1959); od 11 września 1984 bez uprawnień elektorskich, zm. 20 sierpnia 1987
17. Franz König, arcybiskup Wiednia – kardynał prezbiter S. Eusebio (tytuł nadany 18 grudnia 1958); od 3 sierpnia 1985 bez uprawnień elektorskich, zm. 13 marca 2004 jako ostatni kardynał z nominacji Jana XXIII
18. Julius Döpfner, biskup Berlina – kardynał prezbiter S. Maria della Scala (tytuł nadany 18 grudnia 1958), zm. 24 lipca 1976
19. Domenico Tardini, tytularny arcybiskup elekt Laodycei Syryjskiej, sekretarz stanu – kardynał prezbiter S. Apollinare (tytuł nadany 18 grudnia 1958), zm. 30 lipca 1961
20. Alberto di Jorio, regent sekretariatu Kolegium Kardynałów – kardynał diakon S. Pudenziana (tytuł nadany 18 grudnia 1958), następnie kardynał prezbiter S. Pudenziana (26 czerwca 1971); od 1 stycznia 1971 bez uprawnień elektorskich, zm. 5 września 1979
21. Francesco Bracci, sekretarz Kongregacji ds. Dyscypliny Sakramentów – kardynał diakon S. Cesareo in Palatio (tytuł nadany 18 grudnia 1958), zm. 24 marca 1967
22. Francesco Roberti, sekretarz Kongregacji Soboru Trydenckiego – kardynał diakon S. Maria in Cosmedin (tytuł nadany 18 grudnia 1958), następnie kardynał prezbiter Ss. XII Apostoli (26 czerwca 1967); od 1 stycznia 1971 bez uprawnień elektorskich, zm. 16 lipca 1977
23. André-Damien-Ferdinand Jullien PSS, dziekan Roty Rzymskiej – kardynał diakon S. Giorgio in Velabro (tytuł nadany 18 grudnia 1958), zm. 11 stycznia 1964

## Konsystorz z14 grudnia1959
1. Paolo Marella, tytularny arcybiskup Doklei, nuncjusz we Francji – kardynał prezbiter S. Andrea delle Fratte (tytuł nadany 31 marca 1960), następnie kardynał biskup Porto e S. Rufina (15 marca 1972); od 25 stycznia 1975 bez uprawnień elektorskich, zm. 15 października 1984
2. Gustavo Testa, tytularny arcybiskup Amasei, nuncjusz w Szwajcarii – kardynał prezbiter S. Girolamo degli Schiavoni (tytuł nadany 17 grudnia 1959), zm. 28 lutego 1969
3. Aloisius Joseph Muench, arcybiskup Fargo – kardynał prezbiter S. Bernardo alle Terme (tytuł nadany 17 grudnia 1959), zm. 15 lutego 1962
4. Albert Meyer, arcybiskup Chicago – kardynał prezbiter S. Cecilia (tytuł nadany 17 grudnia 1959), zm. 9 kwietnia 1965
5. Arcadio María Larraona CMF, sekretarz Kongregacji ds. Zakonów – kardynał diakon Ss. Biagio e Carlo ai Catinari (tytuł nadany 17 grudnia 1959), następnie kardynał prezbiter Sc. Cuore di Maria (28 kwietnia 1969); od 1 stycznia 1971 bez uprawnień elektorskich, zm. 7 maja 1973
6. Francesco Morano, sekretarz Sygnatury Apostolskiej – kardynał diakon Ss. Cosma e Damiano (tytuł nadany 17 grudnia 1959), zm. 12 lipca 1968
7. William Theodore Heard, dziekan Roty Rzymskiej – kardynał diakon S. Teodoro (tytuł nadany 17 grudnia 1959), następnie kardynał prezbiter S. Teodoro (18 maja 1970); od 1 stycznia 1971 bez uprawnień elektorskich, zm. 16 września 1973
8. Augustin Bea SJ – kardynał diakon S. Saba (tytuł nadany 17 grudnia 1959), zm. 16 listopada 1968

## Konsystorz z28 marca1960
Kościoły tytularne zostały nadane 31 marca 1960
1. Luigi Traglia, tytularny arcybiskup Cezarei Palestyńskiej, wicegerent Rzymu – kardynał prezbiter S. Andrea della Valle, następnie kardynał prezbiter S. Lorenzo in Damaso (28 kwietnia 1969), kardynał biskup Albano (15 marca 1972) i kardynał biskup Ostii i Albano (7 stycznia 1974); od 3 kwietnia 1975 bez uprawnień elektorskich, zm. 22 listopada 1977
2. Peter Tatsuo Doi, arcybiskup Tokio – kardynał prezbiter S. Antonio in Via Merualana, zm. 21 lutego 1970
3. Joseph-Charles Lefèbvre, arcybiskup Bourges – kardynał prezbiter S. Giovanni dei Fiorentini; od 15 kwietnia 1972 bez uprawnień elektorskich, zm. 2 kwietnia 1973
4. Bernardus Johannes Alfrink, arcybiskup Utrechtu – kardynał prezbiter S. Gioacchino; od 5 lipca 1980 bez uprawnień elektorskich, zm. 16 grudnia 1987
5. Rufino Santos, arcybiskup Manili – kardynał prezbiter S. Maria ai Monti, zm. 3 września 1973
6. Laurean Rugambwa, biskup Rutabo – kardynał prezbiter S. Francesco a Ripa; od 12 lipca 1992 bez uprawnień elektorskich, zm. 8 grudnia 1997
7. Antonio Bacci, sekretarz Listów do Książąt – kardynał diakon S. Eugenio; od 1 stycznia 1971 bez uprawnień elektorskich, zm. 20 stycznia 1971

Trzech kardynałów zostało nominowanych in pectore, jednak ich nazwiska nigdy nie zostały ogłoszone.

## Konsystorz z16 stycznia1961
Kościoły tytularne zostały nadane 19 stycznia 1961
1. Joseph Ritter, arcybiskup St. Louis – kardynał prezbiter SS. Redentore e S. Alfonso in Via Merulana, zm. 10 czerwca 1967
2. José Humberto Quintero Parra, arcybiskup Caracas – kardynał prezbiter  Ss. Andrea e Gregorio al Monte Celio; od 22 września 1982 bez uprawnień elektorskich, zm. 8 lipca 1984
3. Luis Concha Córdoba, arcybiskup Bogoty – kardynał prezbiter S. Maria Nuova; od 7 listopada 1971 bez uprawnień elektorskich, zm. 18 września 1975
4. Giuseppe Antonio Ferretto, tytularny arcybiskup Sardyki, sekretarz Kongregacji Konsystorialnej, sekretarz Kolegium Kardynałów – kardynał prezbiter S. Croce in Gerusalemme, następnie kardynał biskup Sabina e Poggio Mirteto (26 marca 1961), zm. 17 marca 1973

## Konsystorz z19 marca1962
1. José da Costa Nunes, tytularny patriarcha Odessos, wicekamerling – kardynał prezbiter S. Prisca (tytuł nadany 22 marca 1962); od 1 stycznia 1971 bez uprawnień elektorskich, zm. 29 listopada 1976
2. Giovanni Panico, tytularny arcybiskup Justiniana Prima, nuncjusz w Portugalii – kardynał prezbiter S. Teresa al Corso d’Italia (tytuł nadany 24 maja 1962), zm. 7 lipca 1962
3. Ildebrando Antoniutti, tytularny arcybiskup Sinnady Frygyjskiej, nuncjusz w Hiszpanii – kardynał prezbiter S. Sebastiano alle Catecombe (tytuł nadany 22 marca 1962), następnie kardynał biskup Velletri (13 września 1973), zm. 1 sierpnia 1974
4. Efrem Forni, tytularny arcybiskup Darni, nuncjusz w Belgii i internuncjusz w Luksemburgu – kardynał prezbiter S. Croce in Gerusalemme (tytuł nadany 22 marca 1962); od 1 stycznia 1971 bez uprawnień elektorskich, zm. 26 lutego 1976
5. Juan Landázuri Ricketts OFM, arcybiskup Limy – kardynał prezbiter S. Maria in Aracoeli (tytuł nadany 22 marca 1962); od 19 grudnia 1993 bez uprawnień elektorskich, zm. 16 stycznia 1997
6. Gabriel Acacius Coussa OSBAM, tytularny grecko-melchicki arcybiskup Gerapolis, prosekretarz Kongregacji Kościołów Wschodnich – kardynał prezbiter S. Atanasio (tytuł nadany 22 marca 1962), zm. 29 lipca 1962
7. Raúl Silva Henríquez SDB, arcybiskup Santiago de Chile – kardynał prezbiter S. Bernardo alle Terme (tytuł nadany 22 marca 1962); od 27 września 1987 bez uprawnień elektorskich, zm. 9 kwietnia 1999
8. Léon-Joseph Suenens, arcybiskup Mechelen-Brukseli – kardynał prezbiter S. Pietro in Vincoli (tytuł nadany 22 marca 1962); od 16 lipca 1984 bez uprawnień elektorskich, zm. 6 maja 1996
9. Michael Browne OP, generał zakonu dominikanów – kardynał diakon S. Paolo alla Regola (tytuł nadany 22 marca 1962); od 1 stycznia 1971 bez uprawnień elektorskich, zm. 31 marca 1971
10. Joaquín Anselmo María Albareda OSB, prefekt Biblioteki Watykańskiej – kardynał diakon S. Apollinare (tytuł nadany 22 marca 1962), zm. 19 lipca 1966